# Aileron (architecture)
Pour les articles homonymes, voir Aileron.

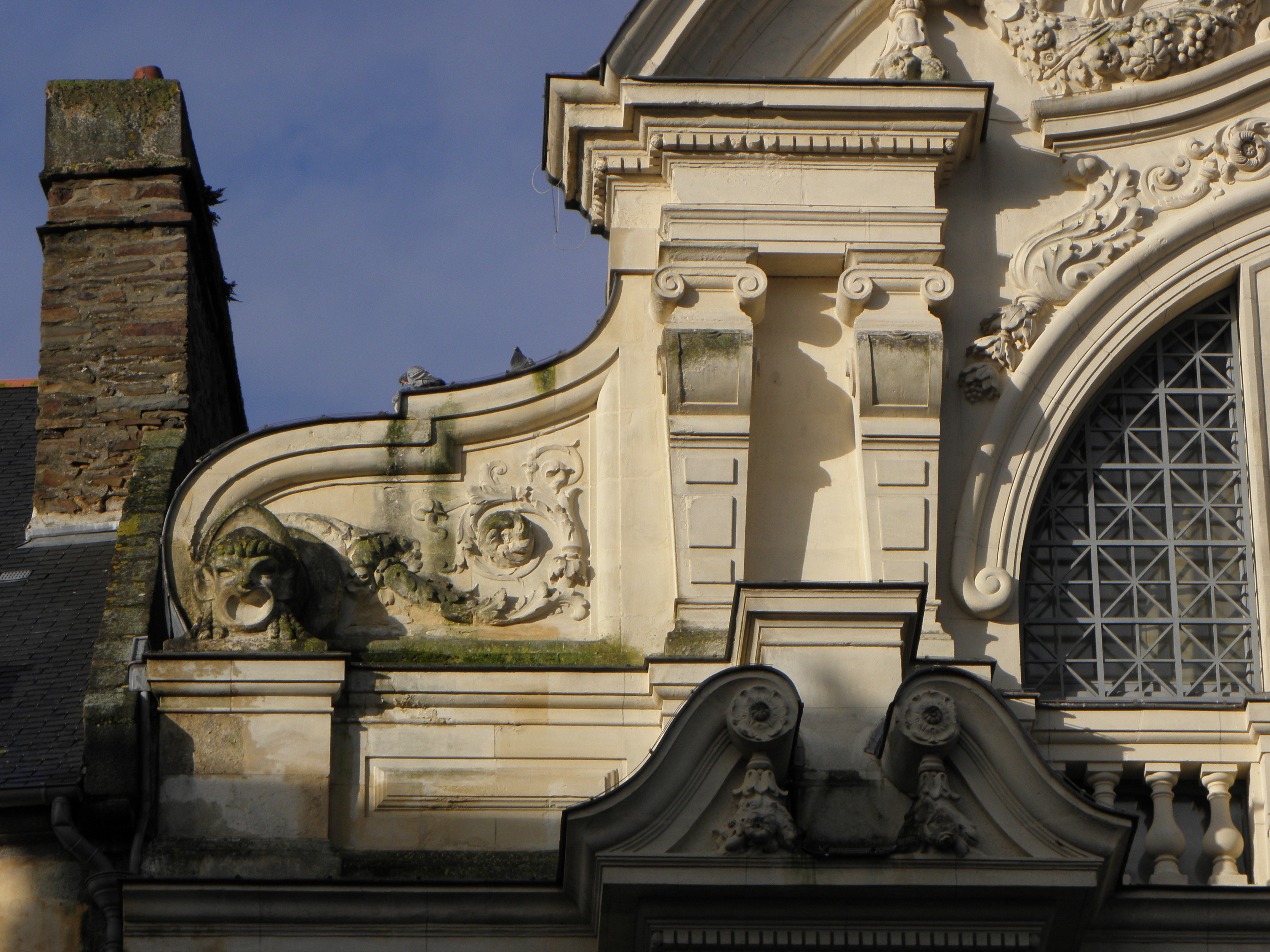
Aileron du couronnement de la façade principale du théâtre Victor-Hugo à Fougères.

L'aileron, dans l'architecture baroque, est une pièce à la forme de console renversée qui sert à rétablir une harmonie entre deux registres décoratifs ou deux étages de largeurs inégales et peut éventuellement servir de contrefort pour l’étage supérieur.
Cet élément décoratif sert notamment à rétablir au sommet de façade entre deux corps de bâtiment une harmonie entre leurs étages ayant une discontinuité horizontale due à une hauteur de sol et plafond différents, ou bien à une différence de leurs nombres d'étages. On adoucit le décroché qui est « racheté ». L'aileron peut éventuellement servir dans le décrochement de contrefort au bout du mur de façade supérieur dans son plan.